# Dredge
Dredge es un juego de rol de aventuras de terror y pesca de 2023 desarrollado por Black Salt Games y distribuido por Team17. El juego sigue a un pescador que se encuentra con criaturas cada vez más lovecraftianas a medida que se adentra en un archipiélago de mundo abierto. Se lanzó el 30 de marzo de 2023 para Microsoft Windows, Nintendo Switch, PlayStation 4, PlayStation 5, Xbox One y Xbox Series X/S, y está previsto que se lance para Android, iOS y macOS en diciembre de 2024.

## Jugabilidad
En Dredge, el jugador controlará a un pequeño barco pesquero motorizado. El juego se desarrolla en un ciclo de día y noche donde las acciones específicas que realice el jugador, como navegar o pescar, avanzarán el reloj. El jugador puede pescar peces o ítems submarinos por medio de un minijuego corto para llevar su captura a bordo. Si el jugador se queda fuera durante la noche, un medidor de pánico comenzará a aumentar y los niveles más altos provocarán alucinaciones que cambian la realidad alrededor del barco, creando peligros que podrán dañar la embarcación del jugador; sin embargo, algunos peces solo están disponibles durante las horas nocturnas, lo que obliga al jugador a permanecer fuera durante estos momentos. Las aguas que rodean el archipiélago también contienen una serie de monstruos marinos que pueden atacar al jugador.
Después de atracar en el asentamiento principal o con un comerciante ambulante, los jugadores podrán vender su pesca y comprar nuevo equipo para su barco, como luces más brillantes, motores más rápidos o mejor equipo de pesca que amplía los tipos de peces que se podrán capturar. El barco tiene una cantidad predeterminada de espacio a bordo, y dependerá del jugador elegir qué equipo colocar dentro junto con el espacio para su pesca; sin embargo, los jugadores serán capaces de mejorar su barco, expandiendo su capacidad y resistencia a los daños. En otros muelles dispersos por el archipiélago, el jugador también podrá aceptar misiones secundarias, completar tareas para los residentes de las islas para ganar recompensas, así como detenerse y descansar, lo que disminuirá el pánico y avanzará rápidamente el tiempo para el jugador.

## Trama
Un pescador navega hacia la ciudad costera de Greater Marrow, situada en un archipiélago lejano, para aceptar una oferta de trabajo como pescador local de la ciudad. Si bien el trabajo comienza con bastante normalidad, el pescador pronto comienza a notar fenómenos extraños, especialmente por la noche, cuando se encuentra con una niebla extraña, rocas que aparecen de repente de la nada, barcos fantasmas, vida silvestre hostil, monstruos marinos y la sensación de ser observado. Además, mientras navega por el archipiélago, comienza a encontrar mensajes en botellas que son registros de diario escritos por una esposa recién casada conocida solo como J.J. mientras relata cómo llegó por primera vez al archipiélago con su esposo, a quien vio sacar un misterioso ataúd del fondo del mar que luego abrió y liberó una niebla sobrenatural que plaga el archipiélago hasta el día de hoy. Un monstruo marino gigantesco llamado Leviatán se despertó y destruyó su bote matando a J.J. y dejando varados al esposo y al anciano alcalde en una pequeña isla. El Pescador se ve acosado por el propio Leviatán, que aparentemente es el guardián del archipiélago y está decidido a evitar que el Pescador abandone el área.
El Pescador se encuentra entonces con un hombre llamado el Coleccionista, que vive solo en una mansión aislada en una isla. El Coleccionista le encarga al Pescador que explore las otras islas del archipiélago y las antiguas ruinas que esconden para recuperar varias reliquias. El Coleccionista también utiliza un libro único llamado el Libro de las Profundidades para otorgarle al Pescador poderes sobrenaturales que podrá usar en sus expediciones. Una vez que el Pescador recoge todas las reliquias, podrá entregárselas al Coleccionista o quedárselas.
- Si el Pescador entrega las reliquias, el Coleccionista revela que es el marido de J.J., que recuperó el Libro de las Profundidades del ataúd y descubrió un ritual que podría resucitar a J.J. Hizo que el Pescador reuniera las reliquias, todos objetos personales de J.J., porque son necesarios para el ritual. El Pescador lleva al Coleccionista a la parte del océano donde J.J. se había ahogado y realiza el ritual arrojando las reliquias recolectadas por la borda. El ritual resucita con éxito a J.J. pero también despierta una enorme bestia sobrenatural similar a Cthulhu, destruyendo Greater Marrow y probablemente el resto del mundo.
- Si el Pescador retiene las reliquias, se enfrenta al Coleccionista y descubre, para su sorpresa, que el Coleccionista es un producto de su propia imaginación, un avatar de sus propios recuerdos reprimidos y la culpa por la muerte de J.J. En lugar de seguir las órdenes del Coleccionista, el Pescador se dirige al mar y arroja el Libro de las Profundidades al océano, lo que hace que él, el libro y su barco sean tragados por el Leviatán. Después, la niebla sobrenatural que plaga el archipiélago desaparece.

### The Pale Reach
El Pescador se dirige al sur del archipiélago para descubrir a Pale Reach, un bioma helado que aparece y desaparece cada pocos años. Después de ayudar a un fotógrafo de la naturaleza a capturar una foto de una criatura voraz parecida a un narval, así como de encontrar y ensamblar un ariete rompehielos para su bote, el Pescador se encuentra tras la pista de una tripulación de expedición ártica que desapareció hace casi 100 años mientras investigaba Pale Reach, encontrando registros de un diario que revelan que el Capitán, el Navegante y el Contramaestre de la tripulación habían quedado cautivados por los restos devastados y aún vivos de un enorme monstruo sobrenatural atrapado en el hielo. Mientras la tripulación intentaba liberar a la criatura bajo la promesa de un tesoro, el Primer Oficial lideró un motín, que terminó con la tripulación muriendo o huyendo de Pale Reach, con solo los cuatro hombres restantes atrapados en el hielo, todavía atados a la criatura e incapaces de morir. Después de encontrar unas hachas de hielo encantadas, el Pescador consigue liberar a los hombres de su tormento, y sus muertes acaban con la vida de la criatura.

### The Iron Rig
El Pescador se encuentra con una plataforma petrolífera propiedad de la compañía Ironhaven y se encuentra con dos de sus jefes, el Capataz y el Científico. El Capataz le pide al Pescador que recupere los envíos de suministros perdidos para poder completar la construcción de la plataforma petrolífera, mientras que el Científico le pide al Pescador que recopile muestras de la fauna local para estudiarlas. Finalmente, el Pescador trae suficientes suministros para que el Capataz termine la construcción de la plataforma petrolífera y proceden a perforar el fondo marino. Sin embargo, esto hace que se abran fisuras en el fondo marino, liberando un lodo oscuro que empieza a mutar al pez. El Científico hace que el Pescador recopile muestras mutadas, pero la exposición al pez corrupto hace que el Científico mute en un monstruo y escape al océano. Mientras tanto, llega el Ejecutivo y le ordena al Capataz que siga perforando, aunque eso esté enfadando a los monstruos marinos locales. Temeroso de los monstruos pero no queriendo ser despedido, el Capataz le pide al Pescador que sabotee el sistema de defensa de la plataforma petrolera, lo que con suerte convencerá al Ejecutivo de abortar la perforación. El Pescador lo hace, y con el sistema de defensa caído, un monstruo marino con tentáculos ataca la plataforma petrolera, destruyendo el taladro antes de ser devorado por el Leviatán. El Ejecutivo huye en helicóptero y el Capataz acepta continuar brindándole al Pescador equipo avanzado hasta que él y el resto de la tripulación de la plataforma petrolera puedan evacuar.

## Desarrollo
Dredge comenzó a desarrollarse en 2020 por el estudio neozelandés Black Salt Games. El equipo se inspiró en otros juegos con atmósferas opresivas como Papers, Please y Frostpunk. La niebla se utilizó como herramienta artística para contrastar el día, que es casi completamente claro, con la noche, donde el jugador apenas puede ver lo que está en frente. Un desarrollador describió el proceso de creación de los peces mutantes del juego, diciendo que estaban «inventando los adjetivos más locos para describir a estos peces en mal estado».
En mayo de 2023, Black Salt Games anunció una serie de actualizaciones futuras para el juego, incluida la personalización del barco, un modo de fotografía, un «modo pasivo» que hace que las criaturas hostiles ya no sean agresivas, lo que permite un juego menos estresante y una expansión DLC paga que gira en torno a la misteriosa Ironhaven. En octubre de 2023 se anunció una expansión DLC adicional titulada The Pale Reach, que contiene un nuevo bioma polar.
El 15 de diciembre de 2023, se lanzó contenido cruzado basado en Dredge como DLC gratuito para el videojuego Dave the Diver de Mintrocket. Otro DLC pago, The Iron Rig, se anunció en junio de 2024 y se lanzó el 16 de agosto. Los ports para Android, iOS y macOS están programados para lanzarse el 18 de diciembre de 2024. Habrá una demostración disponible para los usuarios de iOS y Mac, que también tienen la posibilidad de reservar la edición móvil.

## Recepción
Dredge recibió críticas «generalmente favorables» según el sitio web agregador de reseñas Metacritic.
Edwin Evans-Thirlwell de Eurogamer sintió que el juego no «evolucionó mucho» durante su transcurso, al mismo tiempo que criticó la capacidad del jugador para mejorar su barco para hacer que los desafíos sean triviales.
Roland Ingram de Nintendo Life elogió las secciones nocturnas, escribiendo que «La historia te envía implacablemente fuera de tu zona de confort, entre acantilados traicioneros o flotando vulnerablemente sobre aguas repugnantemente profundas y oscuras».
En la reseña del juego de GamesRadar+, Ali Jones escribió que no le gustó el progreso del juego al final, pero que disfrutó del diseño de sonido, diciendo que «el pequeño trino del piano que se escucha cuando te encuentras con una de estas pesadillas es suficiente para provocar un escalofrío en la columna vertebral incluso en los días más idílicos del juego».[17]

### Ventas
Dredge vendió más de 100.000 copias en las primeras veinticuatro horas de su lanzamiento, un hito que los desarrolladores esperaban que tardaría un año o más en alcanzarse. En octubre de 2023, Black Salt Games informó que Dredge había vendido un millón de copias.

### Reconocimientos
Dredge fue nombrado entre los mejores juegos de 2023 en las listas compiladas por GamesRadar+, Time, The Guardian, Svenska Dagbladet, y Polygon.

## Adaptación cinematográfica
La productora Story Kitchen está desarrollando una adaptación cinematográfica.